# Achmad Mochtar

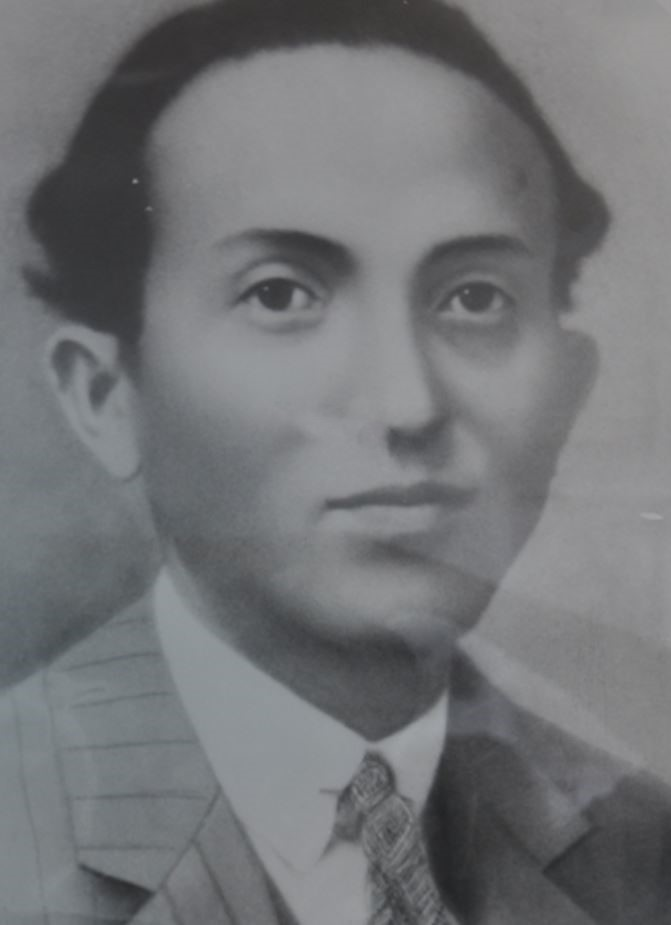

Achmad Mochtar (* 10. November 1890 in West-Sumatra; † 3. Juli 1945) war ein indonesischer Molekularbiologe.

## Biographie

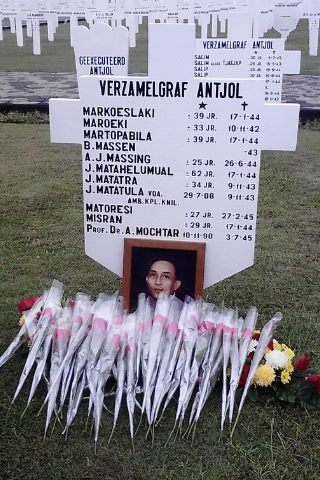
Letzte Ruhestätte von Achmad Mochtar

Mochtar absolvierte im Jahr 1916 die STOVIA und durchlief anschließend ein zweijähriges Praktikum an einer Klinik in Panyabungan in Nord-Sumatra. Dort kam er in Kontakt mit dem deutschen Tropenarzt Wilhelm Schüffner, der an dem Malaria-Erreger forschte und Mochtars Mentor wurde.
Durch die mögliche Vermittlung Schüffners zur niederländischen Kolonialverwaltung wurde Mochtar dann ein Medizinstudium an der Universität Amsterdam ermöglicht. Seine These, dass Leptospirose Gelbfieber verursache, wurde durch die Arbeiten von Hideyo Noguchi, einem japanischen Mikrobiologen, bekräftigt. Erst ab 1927 wurde allmählich das Gegenteil bewiesen.
Nach seinem Studium in Europa kehrte Mochtar nach Indonesien zurück und arbeitete weiter an der Leptospirose im Geneeskundig Laboratorium in Weltevreden (einem Vorort von Batavia), das durch seinen ersten Direktor Christiaan Eijkman weltberühmt geworden war.
Vier Jahre später marschierten die Japaner in Niederländisch-Indien ein und internierten das gesamte niederländische Personal der Kolonialverwaltung. Das Labor, an dem Mochtar arbeitete, wurde zu der Zeit von Willem Karel Mertens geleitet, der an Beriberi starb. Durch diesen Umstand wurde Mochtar zum neuen Leiter des Labors und setzte die Arbeit mit den verbliebenen indonesischen Mitarbeitern fort.
Im Oktober 1944 verhaftete die japanische Militärpolizei Mochtar, der beschuldigt wurde, einen verunreinigten Impfstoff in Umlauf gebracht zu haben. Um der Folter zu entgehen, gab Mochtar die ihm vorgeworfene Straftat zu. Dieses Geständnis war ein Todesurteil für Mochtar. Am 3. Juli 1945 wurde er enthauptet.
J. Kevin Baird und der spätere Institutsdirektor Sangkot Marzuki haben Beweise für Mochtars Unschuld zusammengestellt und im Juli 2010 eine Gedenkveranstaltung organisiert. Sie sehen die Schuld für die Opfer der Impfung bei der japanischen Besatzungsmacht, möglicherweise als Folge eines aus dem Ruder gelaufenen Experiments. Laut Iris Heidebrink vom Nationalarchiv Den Haag ist es gut dokumentiert, dass Mochtar damals zum Sündenbock gemacht werden sollte.